# Michail Raslovlev
Michail Sergeevič Raslovlev (geboren 22. August 1892 in Wladiwostok, Russisches Kaiserreich; gestorben 21. April 1987 in Créteil, Frankreich) war ein nach Frankreich emigrierter russischer Publizist.

## Leben
Michail Raslovlev stammte aus einer russischen Adelsfamilie. Er besuchte die Kadettenanstalt in St. Petersburg und studierte von 1911 bis 1914 an der Bergakademie Freiberg. Während des Ersten Weltkriegs war er Soldat in der Schwarzmeerflotte und nahm am Bürgerkrieg in Sewastopol auf antibolschewistischer Seite teil. 1920 musste er nach Konstantinopel fliehen. 1921 bis 1923 war er Journalist auf dem Balkan und lebte danach sein Leben lang als Journalist, Literaturkritiker, Übersetzer und Schriftsteller in Frankreich. 
Raslovlev war Monarchist. Er reiste 1935 heimlich in die Sowjetunion, um Marschall Michail Nikolajewitsch Tuchatschewski zu treffen. 
Raslovlev bezeichnete sich als fanatischen Antisemiten. Während seines Aufenthaltes in Konstantinopel 1921 erhielt der britische Journalist Philip Graves von ihm sein Exemplar von Maurice Jolys Buch Dialogue aux Enfers entre Montesquieu et Machiavel (1865). Graves benutzte es für einen Artikel in The Times und erlarvte darin den Plagiatscharakter der seit der Jahrhundertwende kursierenden antisemitischen Schrift Protokolle der Weisen von Zion. Dass Graves Jolys Buch von Raslovlev erhalten hatte, wurde erst 1977 aufgedeckt.
Die Brotherton Library der University of Leeds verwaltet ein Konvolut von Mikhail Raslovlev Papers.

## Publikationen (Auswahl)
- Les Voix glorieuses. Niort : l'Action intellectuelle, 1933
- Reflets furtifs. Paris : L'auteur, 1958 (Lyrik in französischer Sprache)
- (Hrsg.): Sainte Russie : anthologie de vers d'inspiration religieuse traduits du russe par Michel Raslovleff. Paris, 1958.
- Le Dit de la sainte Russie : poème en prose de Michel Raslovleff. [2e édition.]. Paris : Impr. D. Guillo, 1964
- (Hrsg.): Le jardin clos de Tevanghir : conte oriental. Paris : Éd. La Bruyère, 1980
- (Hrsg.): Gavriil Romanovič Deržavin: Le Chantre de Félice. Paris : Éditions La Bruyère, 1981
- (Hrsg.): De Derjavine á Bounine : ou, Grandeur et décadence de l'Empire de Toutes les Russes ilustrées par ses poetes. Paris : Editions La Bruyère, 1981
- (Hrsg.): Le barde slavophile : (Fédor Tutcheff) : livre II de la trilogie historico-poétique De Derjavine à Bounine, ou, Grandeur et decadence de l'empire de toutes les Russies illustres par ses poetes. Paris : La Bruyere, 1982
- (Hrsg.): L'âge d'or de la poésie russe : anthologie des oeuvres poétiques russes du début à la fin du XIXe siècle. Paris : La Bruyère, 1983.
- (Hrsg.): Ivan Bounine : (1870–1953) : le témoin désabusé de la chute de l'Empire russe ; biographie de ce dernier poète académique russe et prix Nobel de 1933. Paris : Ed. La Bruyère, 1987